# ヤニナ・レヴァンドフスカ
ヤニナ・アントニナ・レヴァンドフスカ (Janina Antonina Lewandowska, 1908年4月22日 - 1940年4月22日) は、第二次世界大戦におけるポーランドのパイロットで、カティンの森事件でソビエト軍により殺害された。

## 青年期
ヤニナ・レヴァンドフスカ（旧姓ドヴブル＝ムシニツカ）は1908年4月22日に、ロシア帝国のハルキウで生まれた。父親のユゼフ・ドヴブル＝ムシニツキは、ポーランド軍の英雄将軍であった。ヤニナには兄のゲディミンと弟のオルギュルド、妹のアグネシュカがいて、母は妹が生まれてすぐに亡くなった。1918年に一家はポーランドに移ってポーランド国籍を取得し、翌年ポズナンに移住した。1921年に引退した父親は、ポズナン近郊のルソーヴォにある庭園付き住宅を購入して家族と共に移った。ヤニナはポズナンのギムナジウムを経てポズナン音楽院を修了し、10代でポズナン飛行クラブに入り、グライダーとパラシュートの免許を取得した。20歳の時、ヨーロッパの女性として初めて5000メートル上空から降下したと言われている。1937年には軽飛行機の操縦を習得した。第2次大戦開戦直前の1939年6月に、彼女は教官パイロットのミエチスワフ・レヴァンドフスキ（1911-1997）と結婚した。

## 軍歴

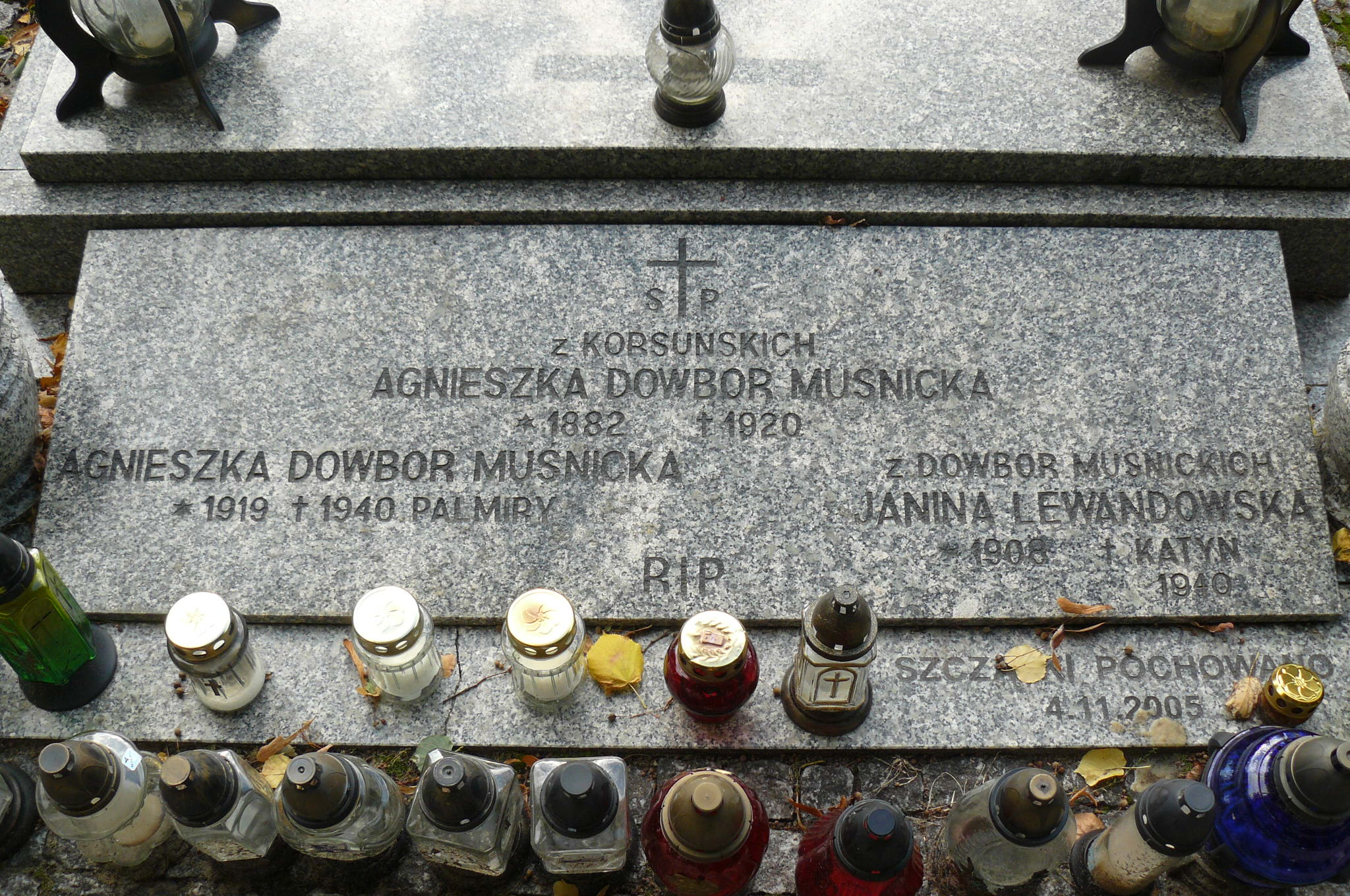
ルソーヴォの墓地にあるムシニツキ将軍の墓石に刻まれたヤニナとアグネシュカの名前

1939年8月、レヴァンドフスカに予備役招集カードが公布され、飛行士たちはポーランドのポズナン近郊に駐屯していた第3軍航空連隊に徴兵された。9月1日ドイツ軍がポーランドに侵攻、3日にヤニナはポズナンを発った。覆いのない貨車で南へ向かい、17日にソ連がポーランドに侵攻したと知らされた。コピチンツェからは徒歩で南下し、9月22日に彼女の部隊はフシャティン近郊でソビエト軍の捕虜となった。彼女は部隊に2人だけの将校の一人だった。2人は共にロシアのコゼリスクにある、オプティナ修道院に設置されたポーランド将校用の捕虜収容所へ送られた。ポーランドの英雄将軍の娘であることは最後まで明かさず、父親の名は夫のミドルネームであるマリアンとしていた。1940年4月初めまでそこで過ごした後、彼女は32歳の誕生日にカティンの森で虐殺された。

## 没後
1943年、カティンの森でドイツによる第1次発掘調査が行われ、多くの遺体が発見された。その中にたった一人女性の遺体があり、調査団の一人であるポーランドの法医学者が、研究と称してこの女性を含む7人の頭蓋骨を持ち帰った。彼は程なく没し、頭蓋骨の存在を伝え聞いた研究者がそれを秘密裏に保管した。戦後ソ連の影響下にあったポーランドでは、カティンの森について語るのはタブーになっていたのである。その後、2003年になって頭蓋骨の出自を科学的に立証したいという研究者の遺言が、ルソーヴォの教会を通じて地元にあるユゼフ・ドヴブル＝ムシニツキ将軍記念博物館の学芸員グライエク夫妻に伝えられた。二人は頭蓋骨の身元を確認する資料集めに奔走し、研究者により2年半をかけて調査が行われ、女性の頭蓋骨の身元はヤニナ・レヴァンドフスカのものにほぼ間違いないと確認された。
2005年11月4日、ヤニナの葬儀がルソーヴォで行われ、空軍の印のついた納骨箱に収められた頭蓋骨は墓地に埋葬された。葬儀には関係者だけでなく地元の数多くの人たちが詰めかけ、ポズナン飛行クラブの飛行機が上空で8の字の軌道を描く飛行をしてヤニナを追悼した。博物館には頭蓋骨の精巧なレプリカが展示されている。

## 慰霊碑
- 2015年にルソーヴォに建てられたユゼフ・ドヴブル＝ムシニツキ将軍の慰霊碑の基盤には、二人の娘について次のように刻まれている。「ヤニナ・レヴァンドフスカは、1940年にカティンの森でソ連のNKVDにより殺害され、アグネシュカ・ドヴブル＝ムシニツカは、ドイツのパルミリで殺害（英語版）された」[17] 。

- 2020年3月19日、ポーランド国立銀行は顔を刻んだ記念の10ズロチ銀貨を発行した。銀貨は「カティン＝パルミリ1940」と呼ばれ、殺害された2人の姉妹を偲んでいる[18]。片面には「カティン」の文字とヤニナの肖像が、裏面には「パルミリ」の文字とアグネシュカの肖像が刻まれている[19]。

## 日本への紹介
ヤニナの生涯と没後の軌跡をポーランドとロシアに取材して描いた、ノンフィクション作家小林文乃による『カティンの森のヤニナ : 独ソ戦の闇に消えた女性飛行士』が、河出書房新社から2023年3月に出版された。名古屋外国語大学教授・スラブ文学者の沼野充義はこの本について、「ヤニナという一人の女性の実像を追い求める著者の旅がここまで大きな、息を呑むような風景を開くとは、驚きである。それは数々の悲劇に彩られたポーランドならではのものだろう。本書はそのような国の歴史の中に分け入った著者の筆力が、対象に負けない、緻密かつ大胆な並々ならぬものだからこそ可能になった稀有の紀行である」と評している。